# Łopuszno (gemeente)
De gemeente Łopuszno is een landgemeente in het Poolse woiwodschap Święty Krzyż, in powiat Kielecki.
De zetel van de gemeente is in Łopuszno.
Op 30 juni 2004 telde de gemeente 8986 inwoners.

## Oppervlakte gegevens
In 2002 bedroeg de totale oppervlakte van gemeente Łopuszno 176,81 km², waarvan:
- agrarisch gebied: 52%
- bossen: 42%

De gemeente beslaat 7,87% van de totale oppervlakte van de powiat.

## Demografie
Stand op 30 juni 2004:
| Omschrijving                   | Totaal | Totaal | Vrouwen | Vrouwen | Mannen | Mannen |
| ------------------------------ | ------ | ------ | ------- | ------- | ------ | ------ |
| eenheid                        | aantal | %      | aantal  | %       | aantal | %      |
| inwoners                       | 8986   | 100    | 4480    | 49,9    | 4506   | 50,1   |
| bevolkingsdichtheid (inw./km²) | 50,8   | 50,8   | 25,3    | 25,3    | 25,5   | 25,5   |

In 2002 bedroeg het gemiddelde inkomen per inwoner 1389,76 zł.

## Aangrenzende gemeenten
Krasocin, Małogoszcz, Mniów, Piekoszów, Radoszyce, Słupia (Konecka), Strawczyn